# (15519) 1999 XW
(15519) 1999 XW est un objet de la ceinture principale d'astéroïdes extérieure de 16,342 km de diamètre découvert en 1999.

## Description
(15519) 1999 XW a été découvert le 2 décembre 1999 à l'observatoire astronomique d'Ōizumi, situé à Ōizumi, dans la préfecture de Gunma, au Japon, par Takao Kobayashi.

### Caractéristiques orbitales
L'orbite de cet astéroïde est caractérisée par un demi-grand axe de 3,21 UA, un périhélie de 2,85 UA, une excentricité de 0,11 et une inclinaison de 13,04° par rapport à l'écliptique. Du fait de ces caractéristiques, à savoir un demi-grand axe entre 3,2 et 4,6 UA, il est classé, selon la JPL Small-Body Database, comme objet de la ceinture principale d'astéroïdes extérieure.

### Caractéristiques physiques
(15519) 1999 XW a une magnitude absolue (H) de 12,6 et un albédo estimé à 0,079, ce qui permet de calculer un diamètre de 16,342 km. Ces résultats ont été obtenus grâce aux observations du Wide-Field Infrared Survey Explorer (WISE), un télescope spatial américain mis en orbite en 2009 et observant l'ensemble du ciel dans l'infrarouge, et publiés en 2012 dans un article présentant les résultats concernant 13 511 astéroïdes de la ceinture principale.